# 通草
通草別名蓪草、木通、附支。原為五葉木通（木通）的木質莖，屬利水滲濕藥，能利尿通淋。目前中國市場多用川木通、白木通（白通草）、通脫木代替。日本則使用五葉木通、三葉木通。台灣市場多使用川木通、長序木通（台灣木通）。中國一度使用關木通替代，但因含有馬兜鈴酸毒性而禁止。

## 性味歸經
- 微苦、平。
- 入心、小腸、膀胱經。

## 用途
作为一种绘画用品，18、19世纪前後广东人利用加工后的通草纸代替水彩纸，在上面以水彩颜料描绘清代中国人的日常生活，藉此出口外销。
19世纪30至60年代，是广州外销通草画最为鼎盛的时期。

## 外部連結
- 木通 Mutong （页面存档备份，存于） 藥用植物圖像數據庫 (香港浸會大學中醫藥學院) （繁體中文）（英文）
- 木通 中藥材圖像數據庫  (香港浸會大學中醫藥學院) （中文）（英文）
- 通草 中藥材圖像數據庫  (香港浸會大學中醫藥學院) （中文）（英文）
- 通草 Tong Cao （页面存档备份，存于） 中藥標本數據庫 (香港浸會大學中醫藥學院) （中文）（英文）
- 《證治準繩》
- 《小兒藥證直訣》